# Articulação fibrosa
Em anatomia, as articulações fibrosas são articulações conectadas por uma camada intermediária de tecido conjuntivo fibroso, que fixa os ossos. As articulações fibrosas não apresentam cavidade articular e são fixas, apresentando pouco ou nenhum movimento e são, portanto, classificadas como sinartroses.

## Tipos
São divididas em três grupos:
- As suturas, que são encontradas exclusivamente nas articulações dos ossos do crânio (exceto a articulação temporomandibular). Esse tipo de articulação não apresenta movimento.[2] Uma sutura pode ser classificada como:
  - plana;
  - serrátil;
  - escamosa.
- As sindesmoses, que são encontradas apenas entre ossos longos, como a articulação radio-ulnar distal e articulação tibiofibular distal. Apresentam distância maior entre as faces articulares e mais tecido conjuntivo fibroso do que em uma sutura. O tecido conjuntivo fibroso arranja-se geralmente como um feixe (ligamento), limitando o movimento da articulação.[1]
- As gonfoses, que são articulações nas quais um processo cônico está inserido numa cavidade, semelhante ao encaixe de um pino em uma tomada.[3] Em humanos, os únicos exemplos de gonfoses são as articulações entre as raízes dos dentes e seus alvéolos dentários na maxila ou mandíbula. Esse tipo de articulação também não apresenta movimento.[1]